# 스테파노 피올리
스테파노 피올리(이탈리아어: Stefano Pioli ˈsteːfano ˈpjɔːli[*], 1965년 10월 20일 ~)는 이탈리아의 축구 선수 출신 감독으로, 현역 시절 수비수로 활약했다. 그는 현재 사우디 프로리그의 알나스르 감독으로, 2022년에 리그 우승을 달성했다.

## 선수 경력
피올리는 에밀리아-로마냐 주 파르마 출신으로, 고향 파르마에서 축구에 입문했다. 그는 축구에 두각을 나타내어 유벤투스로 이적해 1984년에 세리에 A 신고식을 치르고 리그 우승을 경험했고, 3년 동안 검정-하양 줄무늬 유니폼을 입고 유러피언컵, 유러피언 슈퍼컵, 그리고 인터콘티넨털컵 우승을 경험했다. 그는 이후 1987년에 엘라스 베로나로 매각되었고, 이후 1989년에 피오렌티나로 둥지를 옮겨 이어지는 6년의 시간을 보냈고, 그 후 2년은 파도바에서 보냈다. 세리에 C의 피스토이에세와 피오렌추올라에서 1년씩 보낸 피올리는 1999년에 에첼렌차 에밀리아-로마냐(이탈리아 축구 당시 6부 리그이자 에밀리아-로마냐 지역 최상위 리그)의 콜로르노에서 그의 형제인 레오나르도와 한배를 타고 경력의 마침표를 찍었다.

## 경기 방식
피올리는 우아하고, 끈질기고, 신체 능력이 뛰어나며, 유동적인 수비수로, 수비진 어느 쪽으로든 배치가 가능했지만, 주로 전담 방어를 담당하는 수비수인 "최후방 수비수"로서 이탈리아어로 알려진 곳에 배치되면 최적화되었다. 유소년부 시절 앞날이 창창하고 꾸준한 선수로 기대를 모았던 그는 현역 시절에 여러 차례 중상으로 수난을 겪었다.

## 감독 경력

### 초기 경력
1999년부터 2002년까지 피올리는 볼로냐의 유소년부를 지도하여 알리에비 나치오날리 우승을 거두었고, 2002-03 시즌에는 키에보 베로나 감독으로 취임했다. 2003-04 시즌, 그는 세리에 B의 살레르니타나의 감독으로 취임했다. 그 후, 그는 2004년에 또다른 세리에 B 구단 모데나의 지휘봉을 잡았다.
2006년, 피올리는 나폴리 감독으로 취임해 고향으로 복귀해 세리에 A 감독으로서 첫 발을 디뎠다. 그러나, 그는 2007년 2월 12일에 로마와의 경기에서 0-3으로 패하면서 해임되었는데, 당시 파르마는 뒤에서 2위의 순위를 냈고, 후임으로 클라우디오 라니에리과 취임했다.
2007년 9월 11일, 피올리는 세리에 B 시즌을 앞두고 그로세토의 후임 감독으로 조르조 로셀리의 바통을 이어받았는데, 로셀리는 처음 3번의 리그 경기에서 3전전패를 당했었고, 토스카나의 약체를 이끌고 세리에 B의 1년차에 인상적으로 중위권에 안착했다. 그는 이후 피아첸차를 이끌고 2008-09 시즌 세리에 B에 참가했다. 2009년 7월, 그는 피아첸차를 떠나 사수올로로 이적해 흑녹군단(neroverdi)의 수장이 되었다.

### 키에보 베로나
2010년 6월 10일, 피올리는 세리에 A의 키에보 베로나와 12개월 계약을 맺고 사령탑으로 취임했다.

### 팔레르모
2011년 6월 2일, 피올리는 세리에 A의 팔레르모 신임 감독으로 임명되었지만, 90일 만에 해고장을 받았다.

### 볼로냐

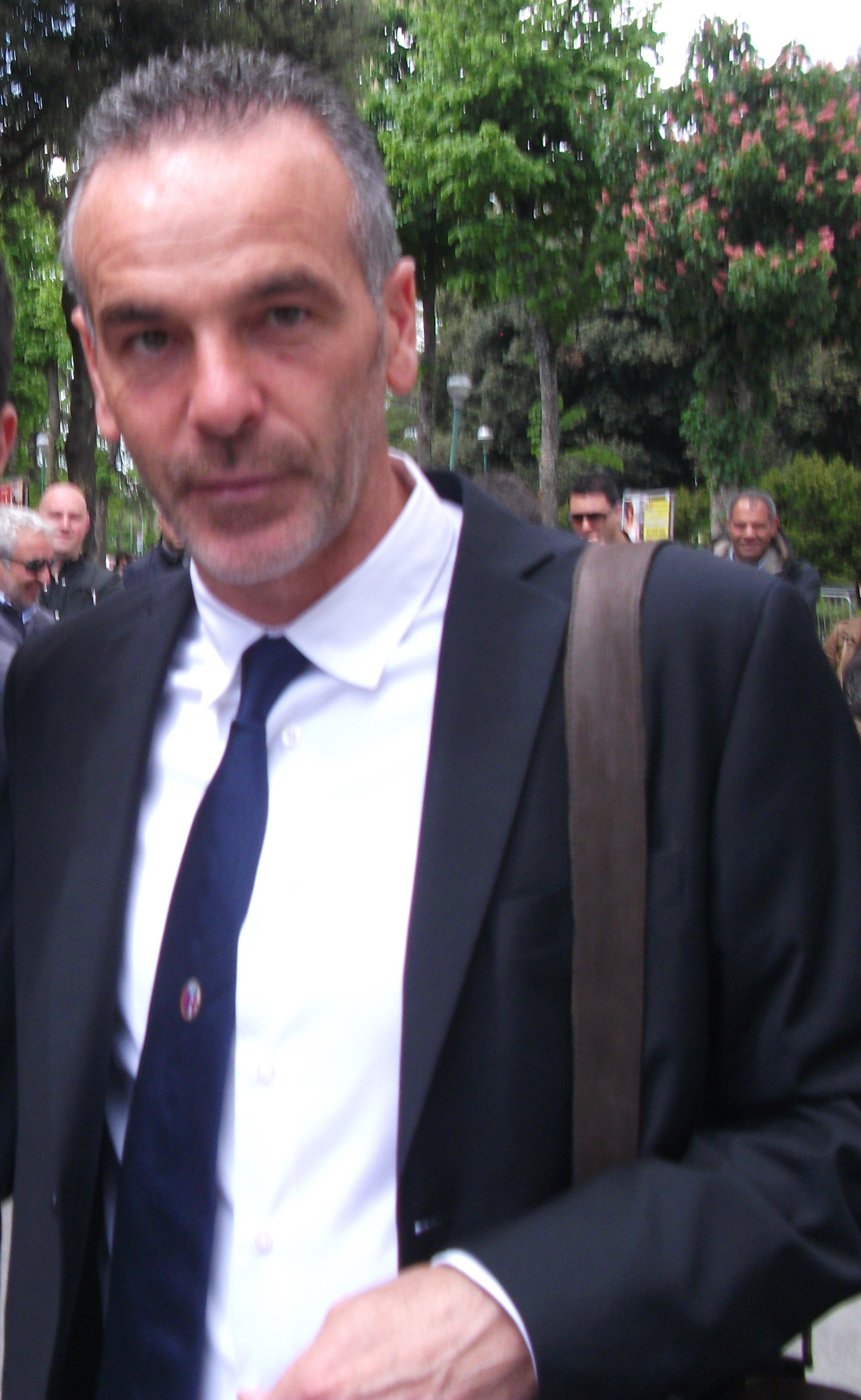
2012년, 볼로냐의 피올리

2011년 10월 4일, 피올리는 해임된 피에르파올로 비솔리의 후임으로 세리에 A 구단 볼로냐의 신임 감독이 되었다. 2년 동안 시련의 연속이었던 볼로냐 임기에, 두 시즌 모두 세리에 A에서 하위권 성적을 거두고 강등을 목전에 두었으며, 2014년 1월 8일에 해임되어 다비데 발라르디니가 그의 후임으로 취임했다.

### 라치오
2014년 6월 12일, 피올리는 에도아르도 레야의 후임으로 라치오의 새 감독이 되었다. 그는 라치오 1년차에 세리에 A 3위의 성과를 냈다. 2015년 6월 11일, 그는 계약을 2년 연장하고 1년 더 연장할 수 있는 권한도 얻었다.
그러나, 2016년 4월 3일, 피올리는 같은 연고지의 로마에 안방에서 1-4로 패하면서 해임되었다.

### 인테르나치오날레
2016년 11월 8일, 피올리는 18개월 계약을 체결하고 신임 인테르나치오날레 감독이 되었다. 그 해 11월 20일, 인테르나치오날레는 밀란과의 마돈니나 더비 세리에 A 경기에서 2-2로 비겼는데, 이는 피올리가 흑청 군단 첫 공식 경기에서 낸 결과였다. 그러나, 그는 2017년 5월 9일에 해임되었다. 인테르나치오날레는 피올리가 이끈 처음 16번의 세리에 A 경기에서 12승을 거두었지만,(밀란과 비기고, 나폴리, 유벤투스, 그리고 로마에 패했다) 이어서 경질되기 직전까지의 세리에 A 7경기에서 2무 5패를 당했다.

### 피오렌티나
2017년 6월 6일, 피올리는 피오렌티나의 신임 감독으로 내정되었다. 그는 기본 2년 추가 1년의 계약을 맺었다. 피올리의 임기에 2018년 3월 4일에 중앙 수비수이자 주장이었던 다비데 아스토리가 급사했다. 피올리 감독은 그를 기리는 문신을 몸에 새겼다. 2019년 4월 9일, 피올리는 지휘봉을 내려놓았다.

### 밀란
2019–20 시즌
마르코 잠파올로 감독의 해임 이튿날인 2019년 10월 9일, 피올리가 밀란의 후임 감독으로 시즌 말까지 계약했다. 피올리호 밀란은 세리에 A 시즌을 6위로 마감했다. 밀란은 리그에서 승점 63점을 적립해 2013년 이래 가장 많은 승점을 수집했다. 2020년 7월 7일, 밀란은 유벤투스를 4-2로 제압했다. 그에 따라 밀란은 유벤투스를 상대로 1989년 3월 이래 처음으로 4골을 득점했는데, 당시 경기 결과는 4-0 완승이었다. 밀란은 또한 2016년 이래 처음으로 유벤투스전에서 승리를 기록하기도 했다.
7월 21일, 피올리는 밀란과의 합의를 통해 계약을 2년 연장해 2022년 6월까지 구단과 동행하게 되었다.
2020–21 시즌
2020년 10월 17일, 밀란은 인테르나치오날레에 2-1로 이겼다. 이 경기에서 밀란은 2016년 이래 처음으로 세리에 A의 마돈니나 더비 승리를 챙겼다. 밀란은 이 시즌에 파비오 카펠로가 이끌던 1995-96 시즌 이래 처음으로 세리에 A 첫 4경기를 모두 승리로 장식했다. 또한 밀란은 1973년 이래 처음으로 세리에 A 24경기 연속 득점을 기록했다.(당시 29경기 연속 득점) 12월 6일, 밀란은 삼프도리아를 2-1로 이기고 구단 역대 최다 연속 세리에 A 경기 득점(30경기) 신기록을 세웠다.
12월 16일, 제노아전 2-2 무승부로, 밀란은 24경기 연속 무패 기록을 세웠는데, 이도 또한 1993년 이래 역대 최장 기록이었다. 12월 23일, 밀란은 라치오를 3-2로 이기며 유럽 5대 리그에서 단일 연도 15경기 연속 2골 이상 기록한 2번째 구단이 되었다.(최초는 1948년에 18경기 연속 2골 이상 넣은 바르셀로나였다.)
2021년 5월 9일, 밀란은 유벤투스를 3-0으로 완파해 2011년 이래 처음으로 토리노 적지에서 승리를 챙겼다. 사흘 후, 피올리는 토리노 원정에서 7-0으로 이기며 1959년 6월 이래 처음으로 7골차 승리를 거두었다.(당시 상대는 우디네세로 7-0 승리)
2021년 5월 23일, 아탈란타 원정에서 2-0으로 이기면서 밀란은 리그 2위를 확정지었고, 구단은 7년 만에 챔피언스리그 무대 복귀에 성공했다. 밀란은 원정 16연승으로 세리에 A 역사상 최다 연속 원정 승리 신기록을 세웠다. 이는 5대 리그의 어느 구단도 이룩하지 못한 업적이기도 하다.(2011-12 시즌의 레알 마드리드와 2017-18 시즌의 맨체스터 시티만이 원정 16연승으로 어깨를 나란히 했다.)
유로파리그에서 밀란은 16강까지 오르며 분전했지만, 나중에 준우승을 거두는 맨체스터 유나이티드에 밀려 탈락했다.
2021-22 시즌 리그 우승
2021년 8월을 기준으로, 피올리는 체이즐레르 러요시에 이어 밀란의 세리에 A 역대 최고 승률 2위에 등극했다.
10월 3일, 밀란은 게비스 경기장에서 아탈란타를 3-2로 이기며 2013년 이래 처음으로 세리에 A 아탈란타 원정에서 2회 연속 승리를 쟁취했다.
10월 31일, 로마와의 경기에서 2-1로 이기며 밀란은 로마, 유벤투스(2회), 그리고 나폴리(2회)에 이어 처음 11경기 중 10승을 거둔 구단에 들었다. 또한, 로마전 승리로 조제 모리뉴의 세리에 A 43경기 안방 무패 행진을 끝냈다.
11월, 피올리는 2023년 6월까지 계약을 연장하기로 구단과 합의를 보았다. 12월, 피올리가 이끄는 밀란은 단일 연도에서 17경기 원정승을 기록한 역대 2번째 구단으로 올렸다.(최초는 18승을 거둔 2017년의 나폴리였다.)
그러나, 밀란은 챔피언스리그 조별 리그 B조에서 리버풀, 아틀레티코 마드리드, 그리고 포르투에 밀리며 최하위로 탈락했다.
2022년 1월 6일, 밀란은 로마를 3-1로 이기고 1996년 이래 처음으로 로마전 3연승을 기록했다.
2월 5일, 밀란은 마돈니나 더비 경기에서 0-1로 끌려가던 경기를 뒤집고 인테르나치오날레를 2-1로 잡았다. 밀란은 이 경기에서 2004년 이래 처음으로 더비전 역전승을 거두었다. 2월 13일, 삼프도리아를 꺾은 밀란은 리그에서 55점을 쌓아올렸다: 이 시즌에 밀란은 같은 25경기에서 64점을 적립한 2003-04 시즌을 제외하고 1승당 3점으로 개정된 이래 최다 경기당 승점을 기록했다.
3월 6일, 밀란은 디에고 아르만도 마라도나 경기장에서 나폴리를 1-0으로 이기고 리그 선두에 올랐는데, 이 경기에서 밀란은 나폴리와의 세리에 A 원정 경기에서 1981년 이래 처음으로 2연승을 거두었다. 밀란은 2011-12 시즌 이래 처음으로 세리에 A 28경기를 치른 시점에 최소 60점의 승점을 얻었다.
3월 12일, 밀란은 엠폴리를 1-0으로 이기고 승점 63점으로 리그 선두에 우뚝 섰다. 일주일 후, 밀란은 칼리아리를 1-0으로 이겼다. 이 경기 승리로, 밀란은 단일 1부 리그 시즌에서 15번의 원정 경기에서 최소 1골을 기록했는데, 이는 1967-68 시즌 이래 세리에 A에서 처음으로 구단이 세운 기록이었다.
피올리는 5월 22일에 열린 최종전에서 사수올로를 3-0으로 이기고 작은 방패를 손에 넣었다. 밀란은 2011년 이래 처음으로 리그 정상에 올랐고, 피올리는 생애 첫 우승컵을 품었다. 밀란은 시즌 통틀어 승점을 86점 획득했는데, 이는 2005-06 시즌 이래 가장 많이 쌓아 올린 승점이었다.
피올리는 밀란을 이끌며 알베르토 자케로니, 파비오 카펠로, 클라우디오 라니에리, 아리고 사키, 그리고 아드리아노 갈리아니와 같은 이탈리아 축구 유명인사와 평론가들의 찬사를 받았다.
2022-23 시즌
2022년 8월 13일, 밀란은 우디네세를 4-2로 이기며 시즌 처음 3경기에서 모두 승리로 장식했는데, 이는 1996년 이래 처음 있는 일이었다. 2022년 10월 31일, 밀란은 스테파노 피올리가 2025년 6월 30일까지 계약을 연장했다고 발표했다.

## 감독 방식
피올리는 주로 4-2-3-1 배치 형태나 3-5-2 배치 형태를 선호하며, 측면 수비수나 안쪽 측면 수비수가 공격에 적극적으로 가담케 한다. 라치오 시절, 그는 주로 4-3-3 배치 형태를 활용했다. 그는 농구에도 관심이 많아 농구의 전술적 요소를 축구에도 자신만의 방식으로 해석해 도입하기도 한다.
밀란 감독 취임 후, 피올리는 원시적인 WM 배치 형태, 혹은 3-2-2-3 형태를 활용하기도 했다. 본래 공식적으로 4-3-3으로 설명된 이 배치 형태에서 좌측 수비수 테오 에르난데스가 더 앞으로 전진하고, 우측 수비수 다비데 칼라브리아의 공격 가담은 크게 제한되었다. 다른 WM 배치형태를 사용하며 두드라지는 전술 요소는 중원에 있는데, 2쌍의 공격 및 수비형 미드필더가 사각 대형을 이루어 서로 공수 양면을 지지한다.
그러나, 즐라탄 이브라히모비치가 2020년 1월에 합류한 후, 피올리는 밀란 선발진 배치를 자신이 그동안 주로 쓰던 4-2-3-1로 바꿔 스웨덴의 노련한 골잡이가 더욱 빠르게 적응토록 도와 전방 압박 외에는 수비 가담을 많이 하지 않고도 공격에 집중할 수 있도록 했고, 이브라히모비치는 전통적 스트라이커, 표적형 공격수, 가짜 9번 역할을 골고루 맡았다. 배치 형태의 변화의 요인으로는 공격형 미드필더인 하칸 찰하놀루가 기존의 다른 역할을 맡은 것과 달리 본래 선호하던 10번의 역할을 맡아 주 공격수 뒤에서 플레이메이커로 활약할 수 있게 해주었다. 명망 높은 신입생으로 전임 감독의 체제의 적응에 진척이 없던 안테 레비치와 이스마엘 벤나세르는 진가를 증명할 더 많은 기회를 받았다. 그 결과 레비치의 경우 선호하는 역할을 맡아 좌측 공격수로 맹활약하며 구단의 시즌 최다 득점자에 이름을 올렸고, 후자는 프랑크 케시에와 함께 효과적인 공격의 주춧돌을 이루어 성과와 기량 모두 눈에 띄게 회복했다.

## 사생활
2020년 11월 14일, 피올리 감독은 자코모 무렐리 수석 코치와 함께 이탈리아의 코로나19 범유행 당시 코로나바이러스감염증-19로 확진되어 격리되었다. 검역 기간에 피올리는 감독진으로 동행하는 다니엘레 보네라의 도움을 받아 줌 회의를 통해 선수단을 지휘했다. 악조건에도 불구하고, 밀란은 나폴리와의 원정 경기에서 3-1로 이기고 릴과의 유로파리그 원정 경기에서는 1-1로 비겼다.

## 경력 통계

### 선수
| 시즌               | 구단               | 리그               | 리그 | 리그 | 컵      | 컵   | 컵  | 유럽 | 유럽 | 유럽 | 기타 | 기타 | 기타 | 합계 | 합계 |    |
| 시즌               | 구단               | 리그명             | 출장 | 골   | 대회    | 출장 | 골  | 대회 | 출장 | 골   | 대회 | 출장 | 골   | 대회 | 출장 | 골 |
| ------------------ | ------------------ | ------------------ | ---- | ---- | ------- | ---- | --- | ---- | ---- | ---- | ---- | ---- | ---- | ---- | ---- | -- |
| 1982–83            | 파르마             | 세리에C            | ?    | ?    | CI-C    | ?    | ?   | -    | -    | -    | -    | -    | -    | ?    | ?    |    |
| 1983–84            | 파르마             | 세리에 C           | ?    | ?    | CI+CI-C | ?+?  | ?+? | -    | -    | -    | -    | -    | -    | ?    | ?    |    |
| 파르마 합계        | 파르마 합계        | 파르마 합계        | 42   | 1    |         | ?    | ?   |      | -    | -    |      | -    | -    | 42+  | 1+   |    |
| 1984–85            | 유벤투스           | 세리에 A           | 14   | 0    | CI      | 7    | 1   | EC   | 3    | 0    | USC  | 0    | 0    | 24   | 1    |    |
| 1985–86            | 유벤투스           | 세리에 A           | 14   | 0    | CI      | 3    | 0   | EC   | 4    | 0    | IC   | 1    | 0    | 22   | 0    |    |
| 1986–87            | 유벤투스           | 세리에 A           | 7    | 0    | CI      | 3    | 0   | EC   | 1    | 0    | -    | -    | -    | 11   | 0    |    |
| 유벤투스 합계      | 유벤투스 합계      | 유벤투스 합계      | 35   | 0    |         | 13   | 1   |      | 8    | 0    |      | 1    | 0    | 57   | 1    |    |
| 1987–88            | 엘라스 베로나      | 세리에 A           | 10   | 0    | CI      | ?    | ?   | UC   | 1    | 0    | -    | -    | -    | 11+  | 0+   |    |
| 1988–89            | 엘라스 베로나      | 세리에 A           | 32   | 0    | CI      | 9    | 0   | -    | -    | -    | -    | -    | -    | 41   | 0    |    |
| 엘라스 베로나 합계 | 엘라스 베로나 합계 | 엘라스 베로나 합계 | 42   | 0    |         | 9+   | 0+  |      | 1    | 0    |      | -    | -    | 52+  | 0+   |    |
| 1989–90            | 피오렌티나         | 세리에 A           | 26   | 1    | CI      | ?    | ?   | UC   | 10   | 0    | -    | -    | -    | 36+  | 1+   |    |
| 1990–91            | 피오렌티나         | 세리에 A           | 14   | 0    | CI      | ?    | ?   | -    | -    | -    | -    | -    | -    | 14+  | 0+   |    |
| 1991–92            | 피오렌티나         | 세리에 A           | 30   | 0    | CI      | ?    | ?   | -    | -    | -    | -    | -    | -    | 30+  | 0+   |    |
| 1992–93            | 피오렌티나         | 세리에 A           | 31   | 0    | CI      | ?    | ?   | -    | -    | -    | -    | -    | -    | 31+  | 0+   |    |
| 1993–94            | 피오렌티나         | 세리에 B           | 31   | 0    | CI      | ?    | ?   | -    | -    | -    | -    | -    | -    | 31+  | 0+   |    |
| 1994–95            | 피오렌티나         | 세리에 A           | 24   | 0    | CI      | 6    | 0   | -    | -    | -    | -    | -    | -    | 30   | 0    |    |
| 피오렌티나 합계    | 피오렌티나 합계    | 피오렌티나 합계    | 156  | 1    |         | 6+   | 0+  |      | 10   | 0    |      | -    | -    | 172+ | 1+   |    |
| 1995–96            | 파도바             | 세리에 A           | 1    | 0    | CI      | 0    | 0   | -    | -    | -    | -    | -    | -    | 1    | 0    |    |
| 1996–97            | 파도바             | 세리에 B           | 3    | 0    | CI      | ?    | ?   | -    | -    | -    | -    | -    | -    | 3+   | 0+   |    |
| 파도바 합계        | 파도바 합계        | 파도바 합계        | 4    | 0    |         | ?    | ?   |      | -    | -    |      | -    | -    | 4+   | 0+   |    |
| 1996–97            | 피스토이에세       | 세리에 C           | 14   | 1    | CI-C    | ?    | ?   | -    | -    | -    | -    | -    | -    | 14+  | 1+   |    |
| 1997–98            | 피오렌추올라       | 세리에 C           | 21   | 0    | CI-C    | ?    | ?   | -    | -    | -    | -    | -    | -    | 21+  | 0+   |    |
| 경력 합계          | 경력 합계          | 경력 합계          | 314+ | 3+   |         | 28+  | 1+  |      | 19   | 0    |      | 1    | 0    | 362+ | 4+   |    |

### 감독
2022년 11월 13일 기준
| 구단             | 취임            | 해임            | 기록 | 기록 | 기록 | 기록 | 기록  | 기록 | 기록 | 기록  |
| 구단             | 취임            | 해임            | 전   | 승   | 무   | 패   | 득    | 실   | 차   | 율    |
| ---------------- | --------------- | --------------- | ---- | ---- | ---- | ---- | ----- | ---- | ---- | ----- |
| 살레르니타나     | 2003년 6월 8일  | 2004년 6월 13일 | 51   | 16   | 14   | 21   | 42    | 58   | −16  | 31.37 |
| 모데나           | 2004년 6월 15일 | 2006년 1월 22일 | 71   | 25   | 27   | 19   | 85    | 67   | +18  | 35.21 |
| 모데나           | 2006년 2월 8일  | 2006년 6월 5일  | 16   | 10   | 5    | 1    | 24    | 10   | +14  | 62.50 |
| 파르마           | 2006년 6월 5일  | 2007년 2월 12일 | 32   | 9    | 7    | 16   | 31    | 51   | −20  | 28.13 |
| 그로세토         | 2007년 9월 11일 | 2008년 6월 11일 | 39   | 10   | 19   | 10   | 46    | 48   | −2   | 25.64 |
| 피아첸차         | 2008년 6월 11일 | 2009년 6월 5일  | 43   | 14   | 13   | 16   | 48    | 49   | −1   | 32.56 |
| 사수올로         | 2009년 6월 12일 | 2010년 6월 9일  | 47   | 20   | 16   | 11   | 66    | 46   | +20  | 42.55 |
| 키에보 베로나    | 2010년 6월 10일 | 2011년 6월 2일  | 41   | 13   | 13   | 15   | 43    | 41   | +2   | 31.71 |
| 팔레르모         | 2011년 6월 2일  | 2011년 8월 31일 | 2    | 0    | 2    | 0    | 3     | 3    | 0    | 0.00  |
| 볼로냐           | 2011년 10월 4일 | 2014년 1월 7일  | 97   | 32   | 28   | 37   | 116   | 129  | −13  | 32.99 |
| 라치오           | 2014년 6월 12일 | 2016년 4월 3일  | 91   | 44   | 20   | 27   | 148   | 103  | +45  | 48.35 |
| 인테르나치오날레 | 2016년 11월 8일 | 2017년 5월 9일  | 27   | 14   | 3    | 10   | 55    | 38   | +17  | 51.85 |
| 피오렌티나       | 2017년 6월 6일  | 2019년 4월 9일  | 74   | 27   | 25   | 22   | 115   | 92   | +23  | 36.49 |
| 밀란             | 2019년 10월 9일 | 현임            | 158  | 91   | 38   | 29   | 286   | 165  | +121 | 57.59 |
| 경력 합계        | 경력 합계       | 경력 합계       | 788  | 324  | 230  | 234  | 1,108 | 900  | +208 | 41.12 |

## 수상

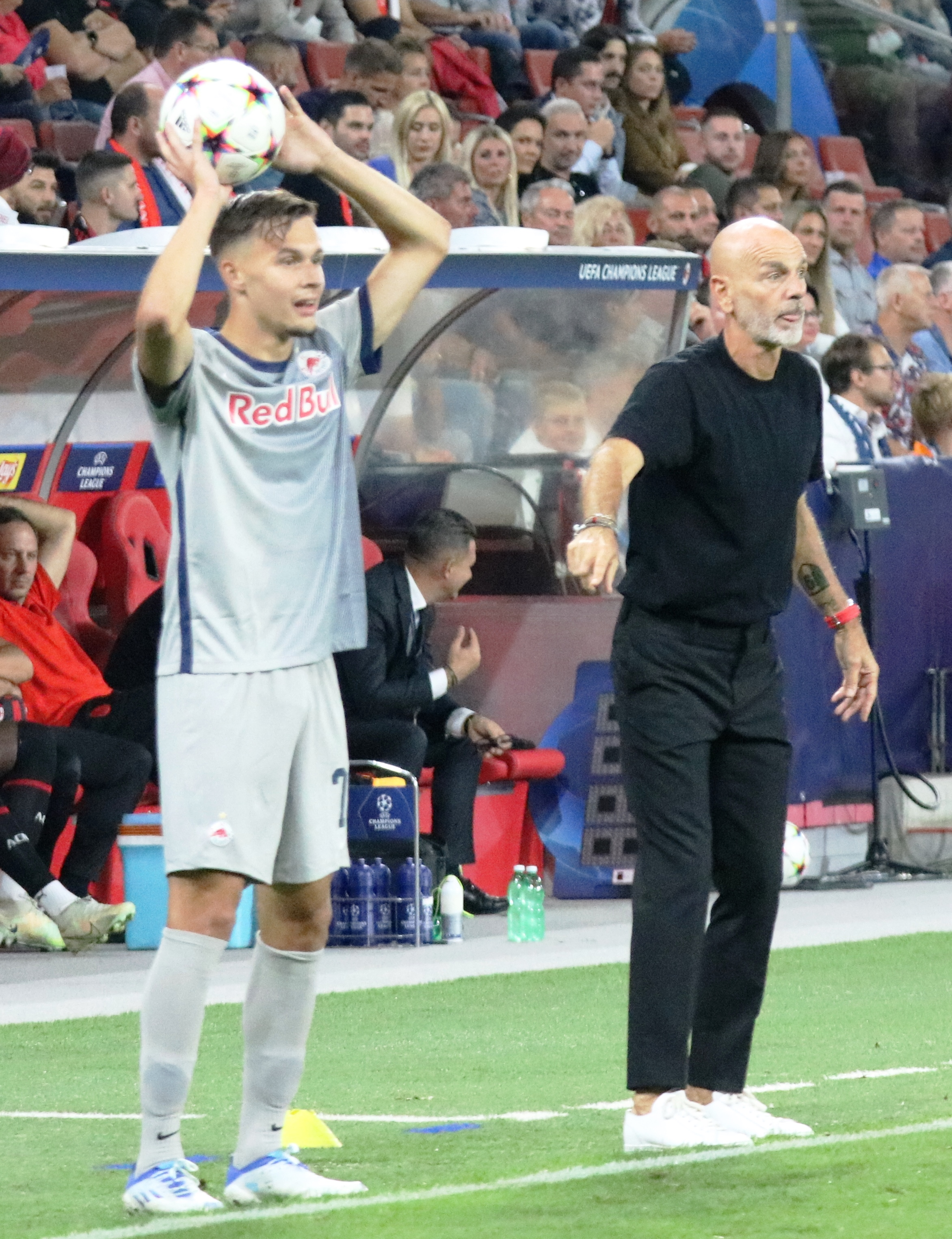
2022년, 잘츠부르크와의 챔피언스리그 경기에서 밀란을 지휘하는 피올리 (오른쪽)

### 선수
파르마
- 세리에 C1: 1983–84

유벤투스
- 세리에 A: 1985–86
- 유러피언 슈퍼컵: 1984
- 유러피언컵: 1984–85
- 인터콘티넨털컵: 1985

피오렌티나
- 세리에 B: 1993–94

### 감독
밀란
- 세리에 A: 2021–22[70]

볼로냐
- 알리에비 U-17 전국 선수권: 2000–01

### 개인
- 세리에 A 이번 시즌의 감독: 2021–22[71]
- 세리에 A 이달의 감독: 2021년 10월,[72] 2022년 3월,[73] 2022년 5월[74]
- 세리에 A 올해의 감독: 2021–22[75]